# 産女

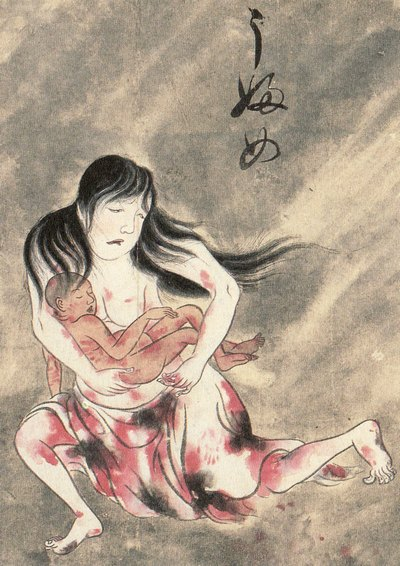
佐脇嵩之『百怪図巻』より「うぶめ」

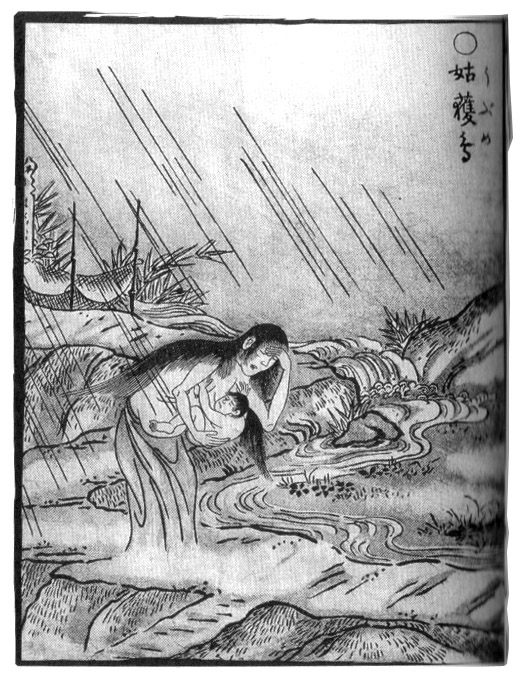
鳥山石燕『画図百鬼夜行』より「姑獲鳥」

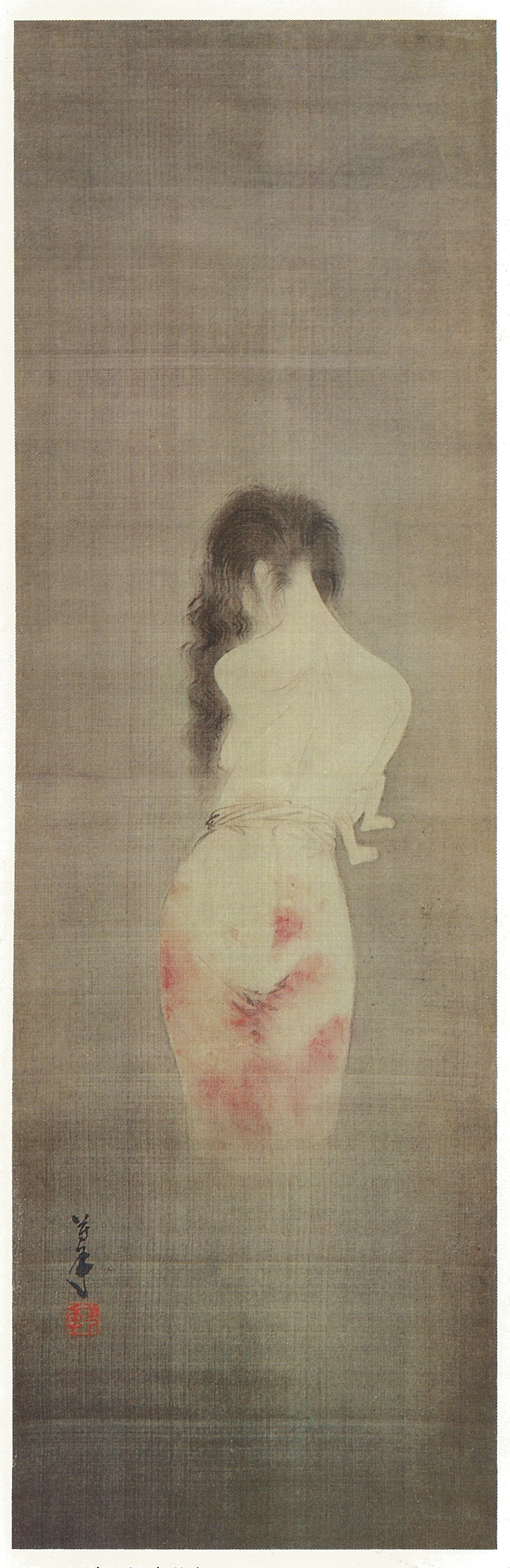
月岡芳年「幽霊之図 うぶめ」肉筆絹本

産女、姑獲鳥（うぶめ）は日本の妖怪である。難産で死んだ女性の霊が妖怪化したものとされる。

## 伝承

水木しげるロードに設置されている「姑獲鳥」のブロンズ像

唐の『酉陽雑俎』前集巻16および北宋の『太平広記』巻462に載っている「夜行遊女」は、人の赤子を奪うという夜行性の妖鳥で「或言産死者所化（或いは産死者の化せる所なりと言う）」とされる。日本では、多くは血に染まった腰巻きを纏い、子供を抱いて、連れ立って歩く人を追いかけるとされる。『百物語評判』（「産の上にて身まかりたりし女、その執心このものとなれり。その形、腰より下は血に染みて、その声、をばれう、をばれうと鳴くと申しならはせり」）、『奇異雑談集』（「産婦の分娩せずして胎児になほ生命あらば、母の妄執は為に残つて、変化のものとなり、子を抱きて夜行く。その赤子の泣くを、うぶめ啼くといふ」）、『本草綱目』、『和漢三才図会』などでも扱われる。産女が血染めの姿なのは、かつて封建社会では家の存続が重要視されていたため、死んだ妊婦は血の池地獄に堕ちると信じられていたことが由来とされる。
福島県南会津郡檜枝岐村や大沼郡金山町では産女の類をオボと呼ぶ。人に会うと赤子を抱かせ、自分は成仏して消え去り、抱いた者は赤子に喉を噛まれるという。オボに遭ったときは、男は鉈に付けている紐、女は御高僧（女性用頭巾の一種）や手拭や湯巻（腰に巻いた裳）など、身に付けている布切れを投げつけると、オボがそれに気をとられるので、その隙に逃げることができるという。また赤子を抱かされてしまった場合、赤子の顔を反対側へ向けて抱くと噛まれずに済むという。なお「オボ」とはウブメの「ウブ」と同様、本来は新生児を指す方言である。河沼郡柳津町に｢オボ｣にまつわる｢おぼ抱き観音｣伝説が残るので下に紹介する。
佐賀県西松浦郡や熊本県阿蘇市一の宮町宮地でも「ウグメ」といって夜に現れ、人に子供を抱かせて姿を消すが、夜が明けると抱いているものは大抵、石、石塔、藁打ち棒であるという（同じ九州でも長崎県、御所浦島などでは船幽霊の類をウグメという。船幽霊#各地の船幽霊を参照）。
長崎県壱岐地方では「ウンメ」「ウーメ」といい、 若い人が死ぬ、または難産で女が死ぬとなるとも伝えられ、宙をぶらぶらしたり消えたりする、不気味な青い光として出現する。

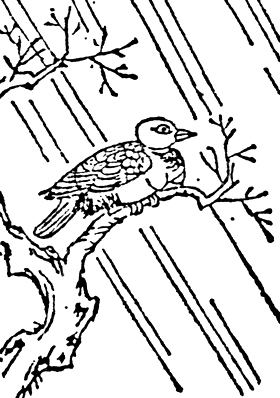
寺島良安『和漢三才図会』より「姑獲鳥」（夜行遊女）

茨城県では「ウバメトリ」と呼ばれる妖怪が伝えられ、夜に子供の服を干していると、このウバメトリがそれを自分の子供のものと思い、目印として有毒の乳をつけるという。これについては、中国の伝承に姑獲鳥という類似した怪鳥がおり、現在の専門家たちの間では、茨城のウバメトリはこの姑獲鳥と同じものと推測されており、姑獲鳥は産婦の霊が化けたものとの説があるため、この怪鳥が産女と同一視されたといわれる。また、日本の伝承における姑獲鳥は、姿・鳴き声ともにカモメに似た鳥で、地上に降りて赤子を連れた女性に化け、人に遭うと「子供を負ってくれ」と頼み、逃げる者は祟りによって悪寒と高熱に侵され、死に至ることもあるという。磐城国（現・福島県、宮城県）では、海岸から龍燈（龍神が灯すといわれる怪火）が現れて陸地に上がるというが、これは姑獲鳥が龍燈を陸へ運んでいるものといわれる。長野県北安曇郡では姑獲鳥をヤゴメドリといい、夜に干してある衣服に止まるといわれ、その服を着ると夫に先立たれるという。
『古今百物語評判』の著者、江戸時代の知識人・山岡元隣は「もろこしの文にもくわしくかきつけたるうへは、思ふにこのものなきにあらじ（其はじめ妊婦の死せし体より、こものふと生じて、後には其の類をもって生ずるなるべし）」と語る。腐った鳥や魚から虫が湧いたりすることは実際に目にしているところであり、妊婦の死体から鳥が湧くのもありうることであるとしている。妊婦の死体から生じたゆえに鳥になっても人の乳飲み子を取る行動をするのであろうと述べている。人の死とともに気は散失するが戦や刑などで死んだものは散じず妖をなすということは、朱子の書などにも記されている。
愛媛県越智郡清水村（現・今治市）でいうウブメは、死んだ赤子を包みに入れて捨てたといわれる川から赤子の声が聞こえて夜道を行く人の足がもつれるものをいい、「これがお前の親だ」と言って、履いている草履を投げると声がやむという。ノツゴの一種ともいわれる。
説話での初見とされる『今昔物語集』には源頼光の四天王の1人である平季武が肝試しの最中に川中で産女から赤ん坊を受け取るという話があり、産女の伝承が古くから伝わっていることが分かる。
産女の赤ん坊を受け取ることにより、大力を授かる伝承について、長崎県島原半島では、この大力は代々女子に受け継がれていくといわれ、秋田県では、こうして授かった力をオボウジカラなどと呼び、ほかの人が見ると、手足が各4本ずつあるように見えるという。
ウブメより授かった怪力についても、赤ん坊を抱いた翌日、顔を洗って手拭をしぼったら、手拭が二つに切れ、驚いてまたしぼったら四つに切れ、そこではじめて異常な力をウブメから授かったということが分かった、という話が伝わっている。この男はやがて、大力を持った力士として大変に出世したといわれる。大関や横綱になる由来となる大力をウブメから授かったという言い伝えになっている。民俗学者・宮田登によれば、ウブメの正体である死んだ母親に、子供を強くこの世に戻したいという強い怨念があり、そこでこの世に戻る際の異常な大力、つまり出産に伴う大きな力の体現を男に代償として与えることにより、再び赤ん坊がこの世に再生すると考えたのだという。
民俗学者・柳田國男がいう様に、ウブメは道の傍らの怪物であり少なくとも気に入った人間だけには大きな幸福を授ける。深夜の畔に出現し子を抱かせようとするが、驚き逃げるようでは話にならぬが、産女が抱かせる子もよく見ると石地蔵や石であったとか、抱き手が名僧であり念仏または題目の力で幽霊ウブメの苦艱を救った、または、無事委託を果たした折には非常に礼をいって十分な報謝をしたなど仏道の縁起に利用されたり、それ以外ではウブメの礼物は黄金の袋であり、またはとれども尽きぬ宝であるという。時としてその代わりに50人100人力の力量を授けられたという例が多かったことが佐々木喜善著『東奥異聞』などにはある、と柳田は述べる。ある者はウブメに逢い命を危くし、ある者はその因縁から幸運を捉えたということになっている。ウブメの抱かせる子に見られるように、つまりは子を授けられることは優れた子を得る事を意味し、子を得ることは子のない親だけの願いではなく、世を捨て山に入った山姥のような境遇になった者でも、なお金太郎のごとき子をほしがる社会が古い時代にはあったと語る。柳田はここでウブメの抱かせる子供の怪異譚を通して、古来社会における子宝の重要性について語っている。

## 江戸時代の事例（おぼ抱き観音伝説）
時は元禄時代のはじめ、会津は高田の袖山（現・会津美里町旭）に五代目馬場久左衛門という信心深い人がおり、ある時、五穀豊穣と子孫繁栄を福満虚空蔵尊に発願し、柳津町円蔵寺に丑の刻参り（当時は満願成就のため）をしていた。さて満願をむかえるその夜は羽織を着て新しい草鞋と身支度も万全、いつものように5里（約20km）の旧柳津街道（田澤通り）を進んだが、最後の早坂峠付近にさしかかると、何故かにわかに周辺がぼーっと明るくなり赤子を抱いた一人の女に会う。なにせ平地２里、山道３里の道中で、ましてやこの刻（午前2時ころ）、透き通るような白い顔に乱し髪、さては産女（妖女）かと息を呑んだが、女が言うには｢これ旅の方、すまないが、わたしが髪を結う間、この子を抱いていてくださらんか｣とのこと。久左衛門は、赤子を泣かせたら命がないことを悟ったが、古老から聞いていたことが頭に浮かんで機転をきかし、赤子を外向きに抱きながら、自分の羽織の紐で暫しあやしていたという。一刻一刻が非常に長く感じたが、やがて東の空が白みはじめるころ、やっと女の髪結いが終わり｢大変お世話になりました｣と赤子を受け取ると、ひきかえに金の重ね餅を手渡してどこかに消えたという。その後も久左衛門の家では良いことのみが続いて、金銀があふれるように大分限者（長者）になり、のちにこの早坂峠（現柳津町森林公園）におぼ抱き観音をまつったのである。なお、円蔵寺のおぼだき観音伝説にも詳しい。

## 近年の事例
1984年（昭和59年）5月15日の午前7時25分、静岡市（現・静岡市葵区）産女（うぶめ）の県道で女性が運転する乗用車が集団登校中の児童の行列に突っ込み、児童数人を跳ね飛ばしてガードレールに激突した。加害者の証言によると、三つ辻の道路の左側に変な老婆が立っており、避けようとして事故になったと答えた。だがこの事故を目撃した児童はオートバイを追い越そうとして事故になったと証言し、老婆のことには言及していない。その土地は古来から産女新田と呼ばれていて、地名の由来は江戸時代に牧野喜藤兵衛という漂泊の者の妻が妊娠中に死に、その霊が何度も現れたため、その怨念を鎮めるため村人が産女明神として祀ったという縁起である。現在、産女明神には子安観音が安置されており、近隣の女性たちの安産の守護霊になっている。この交通事故について民俗学者・宮田登は、産女という名の土地に現れた妖怪・ウブメが働きかけたことが事故の原因であり、ウブメのような妖怪変化があらわれる辻のもつ霊的な力が民間伝承として現代に出没していると語っている。
東京都では、足立区の六ツ木交差点で交通事故に遭った産婦が、赤子を抱いた姿の霊となって現れ車を止めたといい、産女の目撃談とされた。